# Присъединяване на Хърватия към ЕС
Република Хърватия кандидатства за членство в Европейския съюз през 2003 и Европейската комисия препоръчва тя да стане официален кандидат в началото на 2004. Статутът на кандидат-страна е даден на Хърватия от Европейския съвет в средата на 2004. Започването на преговори за присъединяване, първоначално насрочено за март 2005, е отложено за октомври същата година. На 24 юни 2012 е затворена последната глава от преговорите. На 9 декември 2011 в Брюксел е подписан договорът за присъединяване на Хърватия към Европейския съюз. Хърватия се присъедини към ЕС през юли 2013.
След Словения Хърватия се е възстановила най-добре след разпада на бивша Югославия и се надява да стане втората бивша югославска република, която да стане член. Тя има стабилна пазарна икономика и има по-добри статистически индикатори от България и Румъния, които се присъединяват към ЕС през 2007 г.
Поканата за членство на Хърватия става възможна благодарение на затвърдяването на институциите на страната, електоралната реформа, увеличението във финансирането на Конституционния съд и омбудсмана на страната, подобренията в правата на малцинствата и завръщането и интеграцията на бежанците, което улеснява приключването на хърватската мисия на Организацията за сигурност и сътрудничество в Европа в края на 2007.

## Спорни въпроси

### Сътрудничество с МНТЮ
Хърватия трябваше да екстрадира няколко от гражданите си на Международния наказателен трибунал за бивша Югославия, задължение, което е често оспорвано във вътрешната политика.
Отношенията на Хърватия със съда са често наричани от длъжностните лица на ЕС, като нещо което се нуждае от по-нататъшни подобрения. Ратификацията на „Споразумението за стабилизация и асоцииране в Европейския съюз“ от Хърватия бе запънато поради този факт.
Европейският съвет, след срещата си на 20 декември 2004 г., поставя следващият 17 март като дата за започване на преговорите за присъединяване при условие че Хърватия продължи да си сътрудничи с трибунала. На 16 март 2005 г., денят преди разговорите да започнат, ЕС отлага започването на преговори понеже съдебното преследване на МНТЮ преценява хърватските опити да залови бягащия генерал Анте Готовина (подведен под отговорност за военни престъпления и престъпления срещу човечеството, в неизвестност от 2001 г.) като нито своевременни, нито задоволителни.
На 7 декември 2005 г. испанската полиция арестува Анте Готовина с помощта на испанското и хърватското правителство на испанския остров Тенерифе, един от Канарските острови. Той е заведен в Хага за да бъде съден за военни престъпления. С ареста на Анте Готовина този въпрос изглежда разрешен и преговорите за присъединяване започнаха отново след уверението на главния обвинител на МНТЮ Карла дел Понте че Хърватия вече напълно си сътрудничи с трибунала.

### Спор за граници
Хърватия също така трябва да се бори с дългостоящите спорове за границата със Словения – поредица от гранични прения може да застраши подкрепата на Словения за членството на Хърватия, но добрите търговски отношения изключват това.

### Право за собственост на земя
Свободното придобиване на недвижими имоти от чужденци е чувствителен въпрос в Хърватия.
Това особено притеснява италианците, най-вече тези в Истрия. Доколкото има силни културни и исторически връзки с Италия събитията свързани с Втората световна война, когато Истрия сменя принадлежността си между кралство Италия и СФРЮ са по-отнасящи се към моментните проблеми. Много италиански политици са изразили тяхното недоволство относно моментната невъзможност на италианци да купуват земя в Хърватия, определяйки го като дискриминационно отношение и заявяват, че този въпрос трябва да се разреши колкото се може по скоро.
Хърватия отрича дискриминация, подчертавайки че хърватското законодателство се отнася по същия начин към всички граждани на ЕС по този въпрос. В средата на 2006 Хърватия и Италия се договарят и сега италиански граждани могат да купуват земя в Хърватия, както и хърватски граждани в Италия. Същият вид мерки, засягащи въпроса, са приложени от много нови членки на ЕС преди да се присъединят, като Словения, Словакия, Полша и особено Малта.

## Напредък на преговорите
| Глави от въпросника                                              | Затворена на |
| ---------------------------------------------------------------- | ------------ |
| 1. Свободно движение на стоки                                    | 19.04.2010   |
| 2. Свобода на движенията на работници                            | 02.10.2009   |
| 3. Право за основаване и свобода за извършване на услуги         | 21.12.2009   |
| 4. Свободно движение на капитали                                 | 05.11.2010   |
| 5. Обществени поръчки                                            | 30.06.2010   |
| 6. Закон за компаниите                                           | 02.10.2009   |
| 7. Закон за интелектуалната собственост                          | 19.12.2008   |
| 8. Конкурентна политика                                          | 30.06.2011   |
| 9. Финансови услуги                                              | 27.11.2009   |
| 10. Информиране на обществото и медиите                          | 19.12.2008   |
| 11. Селско стопанство и развитие на селските райони              | 19.04.2011   |
| 12. Безопасност на храните, ветеринарна и фитосанитарна политика | 27.07.2010   |
| 13. Риболовство                                                  | 06.06.2011   |
| 14. Транспортна политика                                         | 05.11.2010   |
| 15. Енергия                                                      | 27.11.2009   |
| 16. Облагане с данъци                                            | 30.06.2010   |
| 17. Икономическа и монетарна политика                            | 19.12.2008   |
| 18. Статистики                                                   | 02.10.2009   |

| Глави от въпросника                                           | Затворена на |
| ------------------------------------------------------------- | ------------ |
| 19. Социална политика и трудова заетост1                      | 21.12.2009   |
| 20. Фирмена и промишлена политика                             | 25.07.2008   |
| 21. Трансевропейски мрежи                                     | 02.10.2009   |
| 22. Регионална политика и съгласуване на структурни документи | 19.04.2011   |
| 23. Съдебни и основни права                                   | 30.06.2011   |
| 24. Правосъдие, свобода и сигурност                           | 22.12.2010   |
| 25. Наука и изследвания                                       | 12.06.2006   |
| 26. Образование и култура                                     | 11.12.2006   |
| 27. Околна среда                                              | 22.12.2010   |
| 28. Защита на потребителите и здравеопазване                  | 27.11.2009   |
| 29. Митнически съюз                                           | 02.10.2009   |
| 30. Външни отношения                                          | 30.10.2008   |
| 31. Външна, охраняема и защитна политика                      | 22.12.2010   |
| 32. Финансов контрол                                          | 27.07.2010   |
| 33. Финансово и бюджетно обезпечаване                         | 30.06.2011   |
| 34. Институции                                                | 05.11.2010   |
| 35. Други въпроси                                             | 30.06.2011   |
|                                                               |              |

1 Включвайки и антидискриминация и равни възможности за мъже и жени.
| Състояние в началото на преговорите:                                                                    | |
| несвързани с главите — нищо за приемане не се очакват големи проблеми нуждаят се от по-нататъшни усилия | нуждаят се значителни усилия много трудно за приемане моментната ситуация е напълно несъвместима с изискванията на ЕС |

## Хронология
| Дата             | Събитие |
| ---------------- | --- |
| 29 октомври 2001 | Хърватия подписва „Споразумението за стабилизиране и асоцииране“ (ССА) |
| 21 февруари 2003 | Подадена е официална молба за членство |
| 9 октомври 2003  | Хърватия предоставя отговорите си на въпросника на комисията |
| 20 април 2004    | Европейската комисия отговаря на въпросите с позитивно мнение |
| 18 юни 2004      | Хърватия получава статут на официален кандидат |
| 20 декември 2004 | Европейският съвет поставя дата за начало на преговори за присъединяване 17 март 2005 |
| 1 февруари 2005  | ССА влиза в сила |
| 16 март 2005     | Преговорите са отложени |
| 3 октомври 2005  | Начало на преговорите |
| 20 октомври 2005 | Начало на процесът на проучване |
| 12 юни 2006      | Отваряне и затваряне на глава Наука и изследвания от въпросника |
| 28 юни 2006      | Отваряне на главите Конкурентна политика и Митнически съюз от въпросника |
| 20 юли 2006      | Отваряне на глава Социална политика и трудова заетост от въпросника |
| 11 декември 2006 | Отваряне и затваряне на глава Образование и култура от въпросника |
| 29 март 2007     | Отваряне на глава Закон за интелектуалната собственост от въпросника |
| 26 юни 2007      | Отваряне на шест глави от въпросника: Право за основаване и свобода за извършване на услуги, Закон за компаниите, Финансови услуги, Информиране на обществото и медиите, Статистики и Финансов контрол |
| 12 октомври 2007 | Отваряне на глави Защитаване на потребителите и здравеопазване и Външни отношения от въпросника |
| 20 декември 2007 | Отваряне на глави Трансевропейски мрежи и Финансово и бюджетно обезпечаване от въпросника |
| 21 април 2008    | Отваряне на глави Енергия и Транспортна политика от въпросника |
| 17 юни 2008      | Отваряне на глави Социална политика и трудова заетост и Свобода на движението на работници от въпросника                                                                                               |
| 25 юли 2008      | Отваряне на глава Свободно движение на стоки и затваряне на глава Фирмена и промишлена политика от въпросника                                                                                          |
| 30 октомври 2008 | Затваряне на глава Външни отношения от въпросника |
| 19 декември 2008 | Отваряне на глава Обществени поръчки и затваряне на глави Закон за интелектуалната собственост, Информиране на обществото и медиите и Икономическа и монетарна политика от въпросника                  |